# Vezseny, Jász-Nagykun-Szolnok
Vezseny  este un sat în districtul Szolnok, județul Jász-Nagykun-Szolnok, Ungaria, având o populație de 678 de locuitori (2011). 

## Demografie
Componența etnică a satului Vezseny
     Maghiari (92,31%)
     Romi (5,93%)
     Necunoscut (0,48%)
     Alții (1,28%)
Componența confesională a satului Vezseny
     Reformați (24,34%)
     Romano-catolici (22,27%)
     Fără religie (22,12%)
     Necunoscută (29,65%)
     Alte religii (1,62%)
Conform recensământului din 2011, satul Vezseny avea 678 de locuitori. Din punct de vedere etnic, majoritatea locuitorilor (92,31%) erau maghiari, cu o minoritate de romi (5,93%). Apartenența etnică nu este cunoscută în cazul a 0,48% din locuitori. Nu există o religie majoritară, locuitorii fiind reformați (24,34%), romano-catolici (22,27%) și persoane fără religie (22,12%). Pentru 29,65% din locuitori nu este cunoscută apartenența confesională.